# Agencja Gwarantowanego Pokrycia Wkładów Bankowych (Depozytów) Osób Fizycznych
Agencja Gwarantowanego Pokrycia Wkładów Bankowych (Depozytów) Osób Fizycznych (biał. Агенцтва гарантаванага пакрыцця банкаўскіх укладаў (дэпазітаў) фізічных асобаў, Ahienctwa harantawanaha pakryccia bankauskich układau (depazitau) fizicznych asobau, ros. Агентство по гарантированному возмещению банковских вкладов (депозитов) физических лиц, Agientstwo po garantirowannomu wozmieszczeniju bankowskich wkładow (diepozitow) fiziczeskich lic) – białoruska organizacja w składzie Narodowego Banku Republiki Białorusi, utworzona w grudniu 2008 roku zgodnie z prawem O gwarantowanym pokryciu wkładów bankowych (depozytów) osób fizycznych. Głównym zadaniem Agencji jest gwarantowanie środków pieniężnych osób fizycznych w bankach i niebankowych organizacjach kredytowo-finansowych. Obowiązkowo są to wszystkie banki na Białorusi przyjmujące środki pieniężne ludności i depozyty.
Od 31 lipca 2009 roku pokryciu podlega 100% środków pieniężnych na rachunkach osób fizycznych (z wyjątkiem przedsiębiorców indywidualnych). Wypłata odbywa się ze środków władnych Agencji, które składają się z cokwartalnych funduszy banków-uczestników. Zwrot przychodów w postaci odsetek Agencji nie obowiązuje i nie jest reglamentowany prawem.
Systemy gwarantowania depozytów działają w wielu państwach świata. Przy tworzeniu białoruskiej organizacji wzorowano się na modelu amerykańskim, w którym organizacja zajmująca się ubezpieczaniem środków w bankach znajduje się pod kontrolą parlamentu i rządu. Same banki nie biorą udziału w zarządzaniu tym organem.
W większości krajów świata istnieją ograniczenia maksymalnej sumy podlegającej rekompensacie w wypadku niewypłacalności banku.  W odróżnieniu od Białorusi, w krajach Unii Europejskiej i w Stanach Zjednoczonych ubezpiecza się depozyty zarówno osób fizycznych, jak i prawnych.

## Utworzenie
Na Białorusi podstawy zabezpieczenia wkładów bankowych i stworzenia przez państwo gwarancji ich zwrotu zagwarantowane są w Konstytucji, a także w Kodeksie Bankowym Republiki Białorusi. Jednak do niedawna nie było wiarygodnego i efektywnego systemu gwarancji wkładów. Zgodnie z zapisami prawa, które obowiązywało do 1 stycznia 2009 roku, państwo gwarantowało pełne zachowanie środków obywateli tylko w bankach upoważnionych do obsługi państwowych programów i tylko w walucie zagranicznej. W taki sposób w pełni zabezpieczony był zwrot środków zgromadzonych w dolarach amerykańskich, euro i rublach rosyjskich tylko w sześciu bankach tworzących system (otwarte towarzystwo akcyjne „Aszczadny bank Biełarusbank”, otwarte towarzystwo akcyjne „Biełahraprambank”, otwarte towarzystwo akcyjne „Biełprambudbank”, otwarte towarzystwo akcyjne „Biełaruski bank razwiccia i rekanstrukcyi Bielinwestbank”, otwarte towarzystwo akcyjne „Biełźnieszekanombank”, „Pryjorbank” otwarte towarzystwo akcyjne). Środki w innych bankach, a także wkłady w rublach białoruskich we wszystkich bankach, miały gwarancje jedynie na sumę będącą ekwiwalentem 1000 dolarów USA. W celu wypłaty rekompensat przy Banku Narodowym działał fundusz gwarancyjny, tworzony na koszt funduszy banków.
W ostatnich latach środki z tego funduszu były wykorzystywane na przykład do wypłat ludności związanych z bankructwem banków „Dukat” i „Mahnat” w 1997 roku.
W 2008 roku pojawiły się dwa nowe akty prawne, które określały porządek zachowania oszczędności obywateli: prawo O gwarantowanym pokryciu wkładów bankowych (depozytów) osób fizycznych i dekret O gwarancji zachowania środków pieniężnych osób fizycznych, umieszczonych na rachunkach i (lub) wkładach bankowych (depozytach). Zgodnie z nimi stworzono nowy system gwarancji wkładów.
Utworzenie Agencji Gwarantowanego Pokrycia Wkładów Bankowych zgodnie z prawem Republiki Białorusi z 8 lipca 2008 roku №369-З O gwarantowanym pokryciu wkładów bankowych (depozytów) osób fizycznych (Państwowy Rejestr Aktów Prawnych Republiki Białorusi, 2008 r., № 172, 2/1466) stało się podstawą tego systemu.
Dyrektorem generalnych Agencji został Jauhien Jaułaszkin, naczelnik Specjalizowanego Zarządu Narodowego Banku Republiki Białorusi.